# Electric Tears
Electric Tears è il nono album in studio del chitarrista statunitense Buckethead, pubblicato l'8 ottobre 2002 dalla Metastation.

## Il disco
Viene considerato uno degli album più calmi realizzati da Buckethead, infatti gli unici strumenti presenti sono soltanto chitarre acustiche ed elettriche, suonate dal solo Buckethead. I brani dell'album sono una serie di morbide melodie suadenti unite a note minori apatiche, ambient arrivando anche a melodie depressive e tristi.
A distanza di quasi dieci anni dalla pubblicazione di Electric Tears, Buckethead ha pubblicato un seguito, intitolato Electric Sea e pubblicato anch'esso dalla Metastation.

## Tracce
Musiche di Buckethead, eccetto dove indicato.
1. All in the Waiting – 3:41
2. Sketches of Spain (for Miles) – 4:03 (musica: Joaquín Rodrigo)
3. Padmasana – 11:36
4. Mustang – 5:36
5. The Way to Heaven – 5:48
6. Baptism of Solitude – 6:07
7. Kansas Storm – 5:31
8. Datura – 5:36
9. Mantaray – 4:08
10. Witches on the Heath – 2:38
11. Angel Monster – 5:05
12. Electric Tears – 5:29
13. Spell of the Gypsies – 5:10